# Wankelbrug (Efteling)
Wankelbrug is een voormalige attractie in het attractiepark de Efteling. De Wankelbrug opende in 1976 en was een verbinding tussen de Kanovijver en de Roeivijver.

## Geschiedenis
In 1982 werd de Roeivijver verplaatst naar de Vonderplas om plaats te maken voor de Pirana. De Kanovijver werd verplaats naar de voormalige Roeivijver. De Wankelbrug werd daarbij verplaatst naar de nieuwe Kanovijver bij de Python. 
Bij de bouw van Pegasus in 1990 werd een deel van de brug afgebroken. Het overblijvend deel werd gebruikt als uitgang van de Pegasus. De brug werd van schommelde brug naar een vaste brug omgebouwd. Bij de bouw van De Vliegende Hollander in 2005 werd weer een deel van de brug afgebroken. Het overblijvende kleine deel werd afgebroken in 2009 samen met de Pegasus. 

Lijst van attracties in de Efteling · Lijst van sprookjes in de Efteling · Afbeeldingen